# Pleasantville (New Jersey)
Pour les articles homonymes, voir Pleasantville (homonymie).
Pleasantville est une ville de l'État américain du New Jersey, située dans le comté d'Atlantic.
Lors du recensement de 2010, sa population est de 20 249 habitants. La municipalité s'étend sur 7,30 milles carrés (18,91 km2), dont 1,60 mille carré (4,14 km2) d'étendues d'eau.
Le borough de Pleasantville est créé en janvier 1889 à partir d'Egg Harbor Township. La municipalité adopte le statut de city en 1914. La ville est ainsi nommée par le docteur Daniel Ingersoll, en référence à ses environs plaisants (en anglais : pleasant).

## Démographie
| Groupe            | Pleasantville | New Jersey | États-Unis |
| ----------------- | ------------- | ---------- | ---------- |
| Afro-Américains   | 45,9          | 13,7       | 12,6       |
| Blancs            | 24,3          | 68,6       | 72,4       |
| Autres            | 22,0          | 6,4        | 6,4        |
| Métis             | 4,5           | 2,3        | 2,9        |
| Asiatiques        | 2,4           | 8,6        | 4,8        |
| Amérindiens       | 0,8           | 0,3        | 0,9        |
| Total             | 100           | 100        | 100        |
|                   |               |            |            |
| Latino-Américains | 41,1          | 17,7       | 16,7       |

Selon l’American Community Survey, pour la période 2011-2015, 53,24 % de la population âgée de plus de 5 ans déclare parler l'anglais à la maison, 40,29 % déclare parler l'espagnol, 1,46 % un créole français, 1,13 % le français, 1,0 % le vietnamien, 0,57 % l'ourdou et 2,32 % une autre langue.